# Юшкявичюс, Хенрикас-Альгирдас Зигмо
Хе́нрикас-А́льгирдас Зи́гмо Юшкя́вичюс (Ге́нрих Зигму́ндович Юшкя́вичюс, лит. Henrikas Algirdas Juškevičius, род. 30 марта 1935 года, Шяуляй, Литва) — советский и российский инженер, журналист, медиаменеджер, дипломат, педагог, общественный деятель. Заместитель Председателя Государственного комитета по телевидению и радиовещанию СССР (с 1971 года по 1990 год), добившийся перехода советского телевидения на цветной сигнал. Заместитель генерального директора ЮНЕСКО (с 1990 года по 2001 год). Советник генерального директора ЮНЕСКО (с 2001 года).
Член Союза журналистов СССР и России (с 1966 года). Лауреат Государственной премии СССР в области техники (1982 год), премий «Эмми» (1990 год) и «ТЭФИ» (2010 год).

## Биография
Генрих Юшкявичюс родился 30 марта 1935 года в городе Шяуляй (Литва).
В 1953 году окончил (с отличием) гимназию с гуманитарным уклоном в городе Клайпеде.
В 1958 году окончил факультет радиосвязи и радиовещания Ленинградского электротехнического института связи имени профессора М. А. Бонч-Бруевича (ЛЭИС), специальность — «радиосвязь и телерадиовещание».
Владеет литовским, русским, английским, чешским и французским языками.

## Профессиональная деятельность
С 1958 года по 1966 год — в Комитете по радиовещанию и телевидению при Совете Министров Литовской ССР.
С 1958 года по 1960 год — инженер Литовского республиканского радиотелевизионного передающего центра.
С 1960 года по 1966 год — начальник технического департамента — главный инженер.

### В Гостелерадио
С 1966 года по 1971 год — директор Технического центра Международной организации радиовещания и телевидения (Интервидение) со штаб-квартирой в городе Праге.
13 октября 1966 года был избран директором Координационного технического центра.
В 1968 году вошёл в состав оперативной группы Евровидения и Интервидения, стал членом Комиссии по телевидению (телевизионной комиссии) Международного Олимпийского комитета (МОК). Получив опыт работы в составе оперативной группы Евровидения и Интервидения, в организации трансляции летних Олимпийских игр 1968 года в Мехико, Юшкявичус пришел к убеждению что без цветного ТВ всю красоту церемоний открытий и закрытия Олимпиады запечатлеть невозможно. Свою точку зрения он стал доводить до руководства страны, а став в 1971 году одним из руководителей Гостелерадио СССР, издал приказ о прекращении закупок для его нужд оборудования для черно-белого вещания. К концу 1980-х не только центральное, а и районное телевещание в Союзе стало цветным.
C ноября 1971 года по 4 июля 1978 года — заместитель Председателя Государственного комитета Совета Министров СССР по телевидению и радиовещанию.
С 5 июля 1978 года по 2 сентября 1990 года — заместитель Председателя Государственного комитета СССР по телевидению и радиовещанию.
Находясь в должности, являлся председателем Межведомственного комитета по развитию радио и телевидения и входил в состав Межведомственного комитета по спутниковой связи.
Внёс свой вклад в подготовку к проведению Летних Олимпийских игр 1980 года в городе Москве. Был председателем Государственной комиссии по приёмке в эксплуатацию комплекса телерадиооборудования для Олимпийского телерадиоцентра и спортивных сооружений. Курировал строительство олимпийского телерадиокомплекса (ОТРК) (позже получившего наименование АСК—3) телевизионного технического центра «Останкино» имени 50-летия Октября. Для безопасности сотрудников настоял на сооружении подземного перехода между АСК—1 и АСК—3, который получил у работников телецентра неофициальное наименование «проспект Юшкявичюса».

### В ЮНЕСКО
С 1990 года — в Организации Объединённых Наций по вопросам образования, науки и культуры (ЮНЕСКО) со штаб-квартирой в городе Париже.
С 3 сентября 1990 года по январь 2000 года — заместитель генерального директора, руководитель сектора коммуникации, информации и информатики.
С февраля 2000 года по апрель 2000 года — заместитель генерального директора.
С мая 2000 года по январь 2001 года — заместитель генерального директора, руководитель Сектора администрации.
С февраля 2001 года — советник генерального директора.

### Консультант и преподаватель
Занимал должность советника генерального директора автономной некоммерческой организации (АНО) «Спортивное вещание» («Панорама»), осуществлявшей подготовку телевизионных трансляций и формирование телевизионного сигнала летней Универсиады 2013 года в Казани, зимних Олимпийских и Паралимпийских игр 2014 года в Сочи.
Является научным руководителем кафедры телевидения и радиовещания факультета журналистики Московского государственного университета им. М. В. Ломоносова (МГУ).
Присвоен дипломатический ранг чрезвычайного и полномочного посланника 1 класса.

## Общественная деятельность
- Член Федеральной конкурсной комиссии по телерадиовещанию[15][16].
- Первый вице-президент Международной евразийской академии телевидения и радио (МЕАТР)[17].
- Академик Российской Академии информатизации[18].
- Действительный член Международной академии электротехнических наук[19].
- Действительный член Общества инженеров кино и телевидения (SMPTE) (США)[20].
- Член Международного института связи[21].
- Член Международного научного совета Национальной ассоциации исследователей масс-медиа (НАММИ)[22].
- Член Британского королевского телевизионного общества[20].
- Почётный доктор Российской академии народного хозяйства и государственной службы при Президенте Российской Федерации (РАНХиГС)[23].
- Почётный зарубежный член Российской академии художеств (РАХ)[24].
- Почётный член Российской инженерной академии (РИА)[25].
- Почётный доктор Международного института исследований в области системного анализа и кибернетики (Канада)[21].
- Президент Международного пресс-клуба Союза журналистов России[26].
- Вице-президент Международного Баден-Баденского Фонда (ИББФ) «За культуру мира и диалог цивилизаций»[27].
- Член редакционного совета журнала «Государственная служба»[28].
- Член экспертного совета по присуждению Премии имени Владимира Зворыкина за достижения в области развития телевидения[29].
- Член Международного попечительского совета Всероссийской государственной библиотеки иностранной литературы имени М. И. Рудомино[30].
- Член Олимпийского комитета СССР[3].
- Вице-президент Федерации тенниса СССР[3].

## Увлечения
Чтение книг, музыка, теннис.

## Награды
- Орден Трудового Красного Знамени — за вклад в осуществление полёта «Союз-Аполлон».
- два Ордена Почёта.
- Орден Дружбы (10 апреля 1995 года) — эа заслуги перед государством, успехи, достигнутые в труде, науке, культуре, искусстве, большой вклад в укрепление дружбы и сотрудничества между народами[31].
- Командорский крест ордена Великого Князя Литовского Гядиминаса (20 мая 1996 года)[32].
- Большой командорский крест ордена «За заслуги перед Литвой» (23 марта 2006 года)[33].
- Почётная грамота Президента Российской Федерации (2014) — за заслуги в подготовке и проведении XXII Олимпийских зимних игр и XI Паралимпийских зимних игр 2014 года в городе Сочи[34].
- Серебряный Олимпийский орден.
- Золотой орден Согласия Международной конфедерации журналистских союзов, Ассоциации работников средств массовой информации Украины и Евразийской академии телерадиовещания (20 мая 2010 года)[27].
- Золотая медаль «За вклад в развитие Содружества Независимых Государств» с присвоением звания Лауреата международной премии «Международный Олимп» (20 мая 2010 года)[27].
- Почётный знак «За реальный вклад в „Диалог культур“» Евразийского форума молодых журналистов (17 ноября 2010 года)[35].
- Заслуженный деятель науки и техники Литовской ССР[3].

## Премии
- Государственная премия СССР в области техники (5 ноября 1982 года) — за разработку комплекса нового (третьего) поколения современной типовой аппаратуры цветного телевидения, промышленное освоение его для оснащения телецентров страны и создание базы для многопрограммного телевизионного вещания из Москвы[36].
- Международная премия «Эмми» (англ. International Emmy Award) Национальной академии телевизионных искусств и наук США в категории «Руководитель» (англ. Directorate Award) (1990 год)[37].
- Специальная премия «За личный вклад в развитие российского телевидения» Национальной ассоциации телерадиовещателей (НАТ) (18 декабря 2005 года)[38].
- «Менеджер года — 2007» Международной Академии менеджмента (МАМ) в номинации «Международное сотрудничество» (22 апреля 2008 года)[39].
- Национальная телевизионная премия «ТЭФИ—2010» в категории «Профессии» — Специальный приз Фонда «Академия Российского телевидения» (25 сентября 2010 года) — за проекты (телефильмы, телепрограммы, телесериалы, телеканалы), открывающие новые перспективы российского телевидения[40].
- Национальная телевизионная премия «Телегранд—2011» (11 апреля 2012 года) — за выдающийся вклад в техническое развитие отечественного телерадиовещания[41].
- Премия имени Владимира Зворыкина за технические достижения в области развития телевидения (19 ноября 2014 года) — за личный вклад в развитие телевидения, радиовещания и связанных с ними технологий[42].
- Премия Союза журналистов России за 2014 год — почётное звание «Легенда российской журналистики» (высшая награда Союза журналистов России)[43] (2 марта 2015 года)[44].

### Рекомендуемая литература
- Стефанович А. Б.. Человек из Останкино. — М.: Художественная литература, 2010. — 463 с. — 5000 экз. — ISBN 978-5-280-03517-1.